# Langøya
Langøya is een Noors eiland in de provincie Nordland. Het eiland maakt deel uit van Vesterålen. De gemeente Bø ligt in zijn geheel op het eiland, daarnaast omvat het delen van de gemeenten Øksnes, Sortland en Hadsel. Het eiland is door de Sortlandbrug verbonden met Hinnøya en door de Hadselbrug met Børøya.